# Circondario di Riesa-Großenhain
Il circondario di Riesa-Großenhain (in tedesco Landkreis Riesa-Großenhain) era un circondario della Sassonia di 112 855 abitanti, che aveva come capoluogo Großenhain.
Il 1º agosto 2008 il circondario è stato annesso al circondario di Meißen.

## Città e comuni
(Abitanti al 31 dicembre 2006)
| Città 1. Gröditz (7.715) 2. Großenhain (15.965) 3. Riesa (36.140) 4. Strehla (4.143) | Comuni 1. Ebersbach (4.853) 2. Glaubitz (2.066) 3. Hirschstein (2.428) 4. Lampertswalde (1.984) 5. Nauwalde (1.098) 6. Nünchritz (6.504) 7. Priestewitz (3.530) 8. Röderaue (3.270) 9. Schönfeld (2.032) 10. Stauchitz (3.485) 11. Tauscha (1.498) 12. Thiendorf (2.254) 13. Weißig am Raschütz (957) 14. Wildenhain (1.723) 15. Wülknitz (1.820) 16. Zabeltitz (2.899) 17. Zeithain (6.491) |